# 大橋一弘
大橋 一弘（おおはし かずひろ、1968年5月13日 - ）は、日本の臨床心理学者、カウンセラーおよび写真家。

## 経歴
生まれは広島県尾道市であるが、大阪府吹田市で育った。
2000年大阪大学大学院人間科学研究科博士後期課程単位取得退学。
現在は、カウンセラー、立命館大学講師などをしている。
趣味はモノクロ写真、ドラムである。

## 写真家としての活動
1997年よりモノクロ作品作製に取り組む。
2003年2月より須田一政氏の須田塾大阪に参加。
代表作は「くらいゆめ」「廃園」